# Hermann Friedrich Emmrich
Hermann Friedrich Emmrich (Meiningen, 7 de febrero de 1815 - Meiningen 1879) fue un geólogo alemán. 
Se doctoró en Filosofía y fue profesor del Instituto de Meiningen (Henfling-Gymnasium Meiningen). 
Describió algunos trilobites, muy estudiados después, pertenecientes a los períodos ordovícico, silúrico y devónico: tales son los géneros Phacops, Odontopleura y Trinucleus, todos ellos descritos por él en 1839.
Se le deben las obras Discusión sobre los trilobites (Berlín, 1839) e  Historia geológica de los Alpes (Geologischem Geschichte des Alpes, Jena, 1874).